# Музей истории Польши в Варшаве
Музей истории Польши (пол. Muzeum Historii Polski) музей в Варшаве, основной задачей которого является отображение самых важных событий польской истории с уклоном на польские либертарианские традиции. Акт о создании и устав музея были подписаны 2 мая 2006 года в Королевском замке в Варшаве, министром культуры и национального наследия Казимежем Михалом Уяздовским, в присутствии премьер-министра Казимежа Марцинкевича. Временное место расположения музея: ул. Мокотовска 33/35.

## История
Музей был создан постановлением № 10 министра культуры и национального наследия Польши от 2 мая 2006 года. Музей получил статут, но финансирование предоставлено не было. Открытие постоянной экспозиции изначально планировалось на 2012—2013 года, однако из-за трудностей с предоставлением помещения под постоянное место расположения, министр Богдан Здроевский решил отложить решения этого вопроса на срок до 2018 года. Изначально, здание музея должно было быть построено на Лазенковском шоссе. 6 декабря 2009 года в результате конкурса был выбран архитектурный проект нового здания музея. Автором победившего проекта стала студия Богдана Пацовски. В результате изменений в планах, здание музея будет построено в пределах Варшавской Цитадели, рядом с местом планируемого музея Польской армии. 21 июля 2015 года по инициативе министра культуры и национального наследия Польши Малгоджаты Омиляновской, правительство Польши приняло резолюцию о создании многолетней программы «Строительство музея польской истории в Варшаве». Согласно этой резолюции, на строительство музея в 2016—2019 годах будет выделено финансирование на общую сумму 310 млн. злотых. Согласно постановлению правительства Польши, музей будет размещен в пределах Варшавской Цитадели, рядом с X павильоном Варшавской цитадели, Катыньским музеем и будущим зданием музея польской армии. Музей будет иметь площадь 24 тыс. квадратных метров или же около 50 тыс. квадратных метров. После открытия музея, в нем будут представлены важные события польской истории — государства и нации, с особым акцентом на тему свободы, традиций польского парламентаризма, борьбу за свободу и независимость Польши. Постоянная экспозиция музея будет отображать важные темы из истории Польши с X по XXI век. Выставка будет иметь, в основном, информационный характер, для этого будут использоваться различные коллекции (уже приобретенные, планируемые к покупке, и взятые в аренду) и современные выставочные технологии, включая аудиовизуальные и мультимедийные технологии. Новое здание музея будет введено в эксплуатацию в 2020 году.

### Временный музей
Директором музея является Роберт Костро. До открытия постоянной экспозиции музей проводит исследования, и популяризацию польской истории. Музей также реализует международные проекты по популяризации польской истории. Музей имел филиал в Кракове, в бывшем кинотеатре «Свиятовид». 7 ноября 2012 правительство города Краков приняло решение превратить филиал в самостоятельный музей Польской Народной Республики, который будет финансироваться непосредственно из бюджета города. Поэтому, в первом квартале 2013 года, директор музея польской истории решил официально закрыть краковский филиал.

## Примечание
1. ↑  Постановление №10 Министра культуры и национального наследия Польши о создание музея истории Польши. Дата обращения: 18 марта 2018. Архивировано 25 июля 2015 года.
2. ↑  Статут музея истории Польши. Дата обращения: 18 марта 2018. Архивировано 12 марта 2016 года.
3. 1 2 3  Muzeum Historii Polski (пол.). muzhp.pl. Дата обращения: 18 марта 2018. Архивировано 22 марта 2018 года.
4. ↑  Jerzy S. Majewski. Z mostu na Cytadelę. (Польский) // „Gazeta Stołeczna” : Газета. — 2015. — 26 марта. — С. 1.
5. ↑  JSK Internet. Projekt uchwały Rady Ministrów w sprawie ustanowienia programu wieloletniego "Budowa Muzeum Historii Polski w Warszawie" - Archiwalny wykaz prac legislacyjnych i programowych Rady Ministrów z okresu 1 września 2011 – 4 grudnia 2015 -  BIP Rady Ministrów i Kancelarii Prezesa Rady Ministrów (пол.). bip.kprm.gov.pl. Дата обращения: 18 марта 2018. Архивировано 19 марта 2018 года.
6. ↑  Wyborcza.pl. warszawa.wyborcza.pl. Дата обращения: 18 марта 2018. Архивировано 19 марта 2018 года.
7. ↑  Michał Wojtczuk. Żoliborska twierdza muzeów. (польский) // „Gazeta Stołeczna” : газета. — 2017. — 11 октября. — С. 3,11.
8. ↑  Prof. Wojciech Roszkowski Przewodniczącym Rady MHP - Muzeum Historii Polski (пол.). muzhp.pl. Дата обращения: 18 марта 2018. Архивировано 18 января 2021 года.
9. ↑  Muzeum PRL-u nieczynne! | Muzeum PRL-u (5 января 2014). Дата обращения: 18 марта 2018. Архивировано из оригинала 5 января 2014 года.